# Левицький Всеволод Володимирович
Всеволод (Володимирович) Левицький (1881 — 1963) — український лісівник.

## Життєпис
Народився в Галичині, у Станиславівського воєводства. Після отримання лісової освіти, до першої світової війни очолював лісництво Вістова. У 1918—1919 рр. в уряді ЗУНР займав пост заступника Держсекретаря земельних справ, керував лісовим відділом. У 20-30-х роках працював у Львівській дирекції лісів, потім в інспекції лісів західної Польщі, брав активну участь у заповіданні лісових ділянок, зокрема кедрового резервату на горі Яйце в 1934 р.
Був одним з організаторів з'їздів українських лікарів і натуралістів у Львові в 30-х роках, де обговорювалися питання природоохорони. У 1939—1941 рр., як керівник Львівського підрайону Всесоюзної контори «Лісопроект» і професор-лісівник Львівської політехніки, підняв перед урядом РРФСР і УРСР питання про відновлення створених в Галичині при поляках резерватів, організувавши 14 лютого 1940 р. у Львові з цього приводу спеціальну нараду.
Під час війни працював в управлінні лісів у Равщині, в 1944 р. емігрував до Відня, де влаштувався в Міністерство землеробства Австрії. Під час однієї з поїздок наступивши на міну, втратив ногу. Помер в 1963 р. у Відні.